# 체르크니차

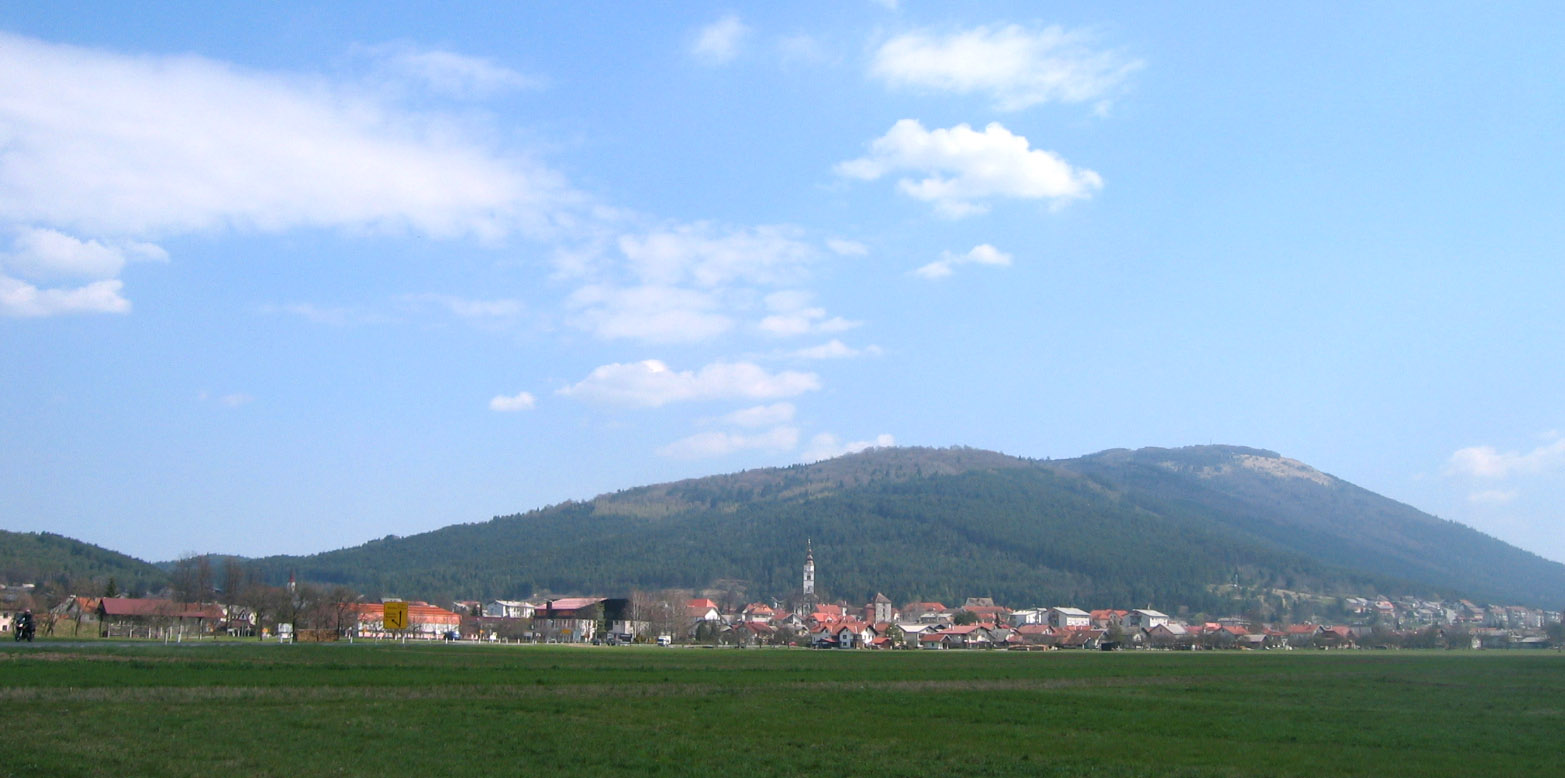
체르크니차

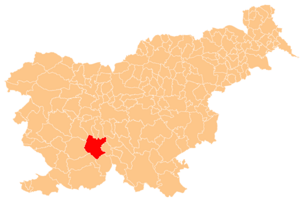
체르크니차의 위치

체르크니차(슬로베니아어: Cerknica, 이탈리아어: Circonio, 독일어: Zirknitz)는 슬로베니아 남서부에 위치한 도시로 면적은 200.35km2, 인구는 10,284명(2002년 기준), 인구 밀도는 51.3명/km2이다. 전통적으로는 노트란스카 지역에 속한다.